# Тампакос, Димостенис
Димостенис (Демосфен) Тампакос (греч. Δημοσθένης Ταμπάκος; род. 1975 год) — греческий гимнаст.

## Биография и достижения
Родился 12 ноября 1976 года в Салониках.
Был участником и призёром Чемпионатов Европы и мира по гимнастике. В 2003 году он поделил первое место с Йорданом Йовчевым на Чемпионате мира (кольца).
Участвовал в двух Олимпийских играх — выиграл в соревнованиях на кольцах: серебро на летней Олимпиаде 2000 года в Сиднее и золото на летней Олимпиаде 2004 года в Афинах.